# بطرس السادس (بابا الإسكندرية)
قداسة البابا بطرس السادس بابا الإسكندرية وبطريرك الكنيسة القبطية رقم 104 (1718م - 1726م).
كان يُدعى مرجان، وُلد في مدينةأسيوط. اشتاق إلى الحياة الرهبانية فالتحق بدير القديس أنبا أنطونيوس بدير العربة حيث أصبح راهبا وسيم قسًا على يديْ البابا يوأنس السادس عشر
بعد نياحة البابا يوأنس السادس عشر رسم بطريركًا للكرازة المرقسية في 17 مسرى 1434ش (21 أغسطس 1718م)، وكان ذلك في أيام السلطان أحمد السلطان العثماني أحمد الثالث.
ظل هذا البابا يعمل في الكنيسة حتى مات في سنة (1726م).